# Anlagequalität
Die meist in Rangstufen unterteilte Anlagequalität bewertet die Eignung eines Wertpapiers, als Kapitalanlage zu dienen. Die Anlagequalität von Anleihen wird von Ratingagenturen mit Hilfe von Unternehmens- und Emissionsratings beurteilt. Die Anlagequalität von Aktien wird von Analysten auf der Basis von Fundamentalanalyse oder auf der Basis von Technischer Analyse beurteilt.

## Anlagequalität bei Anleihen
Basis für die Beurteilung der Anlagequalität von Anleihen ist die Bonitätsbewertung des emittierenden Unternehmens (Emittent). Durch Rating wird mittels Buchstabencodes von „AAA“ (höchste Bonität) bis „D“ (Zahlungsunfähigkeit) beurteilt, wie hoch die Wahrscheinlichkeit ist, dass das emittierende Unternehmen seinen Zahlungsverpflichtungen nachkommen wird.
Das Rating der emittierten Anleihen (Emission) wird vom Unternehmensrating abgeleitet. Anleihen, denen von den Ratingagenturen ein Rating von BBB– (Fitch und Standard & Poor’s) bzw. Baa3 (Moody’s) oder höher zugeordnet wird, erhalten das Prädikat Anlagequalität. Anleihen, denen ein niedrigeres Rating als BBB- / Baa3 zugeordnet wird, haben „spekulative Qualität“.
Die Unterscheidung zwischen „Anlagequalität“ und „spekulative Qualität“ spielt besonders bei Institutionellen Anlegern wie Pensionsfonds oder Versicherungen eine Rolle, da diese oft angehalten sind, nur in Anleihen mit Anlagequalität zu investieren.

## Anlagequalität bei Aktien
Die Anlagequalität bei Aktien bezieht sich nicht auf die Bonität des Unternehmens, sondern auf die erwartete Kursentwicklung. Die Bonitätsbeurteilung des emittierenden Unternehmens kann zwar mittelbar in die Bewertung mit einfließen, aber sie spielt im Vergleich zur erwarteten Kursentwicklung eine eher untergeordnete Rolle.

### Kurzfristige Anlagequalität
Analysten geben auf der Basis von Kursdaten, Fundamentaldaten sowie von Unternehmens- und Wirtschaftsmeldungen Empfehlungen ab, ob eine Aktie zum Kauf geeignet ist. Die Einstufung der Anlagequalität erfolgt dabei meist in den drei Kategorien „Kaufen“, „Halten“, „Verkaufen“.
Analysten-Empfehlungen reagieren oft kurzfristig auf Ereignisse wie Wirtschaftsmeldungen, Quartalsberichte von Aktiengesellschaften oder auf Rating-Änderungen bei den emittierenden Unternehmen. Längerfristige Einflussfaktoren wie z. B. die Dividenden- und Kurshistorie einer Aktie spielen bei Analysten-Empfehlungen eine untergeordnete Rolle. Dementsprechend sind die von Analysten genannten Kursziele einer Aktie meist kurzfristig und daher nicht geeignet als Orientierung für langfristige Investitionen.

### Mittelfristige Anlagequalität
Auf der Grundlage der Fundamentaldaten einer Aktiengesellschaft (Gewinn- und Verlustrechnung, Bilanz) sowie auf der Basis von Einschätzungen zur künftigen Investitionstätigkeit und zur Wettbewerbsfähigkeit wird von Finanzinformations- und Analyseunternehmen wie z. B. Morningstar Inc. eine Schätzung zum „fairen Wert“ einer Aktie vorgenommen. Der faire Wert wird verglichen mit dem aktuellen Aktienkurs (= Marktwert). Aus der Differenz von fairem Wert und Marktwert wird die mittelfristige Anlagequalität einer Aktie abgeleitet.
Ist der faire Wert deutlich höher als der Marktwert, wird einer Aktie eine hohe mittelfristige Anlagequalität zugesprochen, da davon ausgegangen wird, dass der aktuelle Kurs mittelfristig deutlich steigen wird und sich dem fairen Wert annähert.
Ist der faire Wert deutlich niedriger als der Marktwert, wird einer Aktie eine schlechte Anlagequalität zugesprochen, da man davon ausgeht, dass der aktuelle Kurs mittelfristig deutlich sinken wird und sich dadurch dem fairen Wert annähert.
Das Problem bei dieser Art von Aktienrating sind die Schätzungen zur künftigen Investitionstätigkeit und die Analysen zur Wettbewerbsfähigkeit eines Unternehmens. In beiden Fällen handelt es sich um Annahmen, die auf die Zukunft ausgerichtet sind, die also auch anders eintreffen können als prognostiziert. Falls die Prognosen nicht eintreffen, muss die Einschätzung zur Anlagequalität entsprechend korrigiert werden. Analyseunternehmen wie Morningstar Inc. begegnen diesem Problem dadurch, dass die Aktien-Ratings börsentäglich bei Marktschluss neu berechnet werden.

### Langfristige Anlagequalität
Die Bewertung der langfristigen Anlagequalität wurde von boerse.de auf Grundlage der Technischen Analyse entwickelt. Dabei wird angenommen, dass alle relevanten Informationen inklusive Analysten-Einschätzungen und Fundamentaldaten bereits in der langfristigen Kurshistorie einer Aktie enthalten sind. Auf Basis des Aktienkurses der letzten 10 Jahre werden die Kennzahlen „geoPAK10“ (= durchschnittlicher jährlicher Kursgewinn in den vergangenen 10 Jahren), „Gewinn-Konstanz“ (=Häufigkeit von positiven Kursrenditen in verschiedenen Szenarien) und „Verlust-Ratio“ (=Häufigkeit von Kursverlusten in den vergangenen 10 Jahren) ermittelt.
Diese drei Kennzahlen führen zu einer Einstufung der Anlagequalität in 15 Stufen, die von „sehr gute Anlagequalität“ bis „sehr schlechte Anlagequalität“ reichen.
Die weltweit 100 Aktien mit den langfristig besten Kennzahlen erhalten den Status „Champions-Aktie“. Diese Aktien verzeichnen seit mindestens zehn Jahren konstante hohe Kursgewinne. Gleichzeitig weisen diese Aktien vergleichsweise wenig Zeiträume mit Kursverlusten auf.
Aktien, die weniger als 10 Jahre am Markt sind, können nach dieser Bewertungsmethode allerdings nicht bewertet werden. Zu berücksichtigen ist außerdem, dass die Technische Analyse aus der Rückschau erfolgt. Das Ergebnis der Technischen Analyse kann zwar ein Anhaltspunkt für die künftige Kursentwicklung sein, es bietet aber keine Sicherheit. Ähnlich wie bei der mittelfristigen Analyse muss die Einstufung der langfristigen Anlagequalität in regelmäßigen Abständen überprüft werden.
Der Vorteil im Vergleich zur kurz- und mittelfristigen Anlagequalität ist, dass bei der Bestimmung der langfristigen Anlagequalität keine subjektiven Analysten-Einschätzungen einfließen, sondern dass ausschließlich der 10-jährige Kursverlauf und die sich daraus ergebenden Kennzahlen betrachtet werden.

## Unternehmensratings als zusätzlicher Indikator für Anlagequalität bei Aktien
Unternehmensratings werden nur bei Anleihen als Indikator für die Anlagequalität herangezogen. Es ist nicht möglich, Unternehmensratings zu nutzen, um Indikatoren für den künftigen Kursverlauf einer Aktie zu gewinnen. Denn die Entwicklung der Aktienkurse von Unternehmen mit einem spekulativen Rating kann durchaus besser sein als die Kursentwicklung von Unternehmen mit einem Anlagequalitäts-Rating.
So z. B. wird der US-Autobauer Tesla von den Ratingagenturen mit „B3“ als spekulativ eingestuft, doch der Kurs der Tesla-Aktie hat sich zwischen Anfang 2011 und Ende 2017 mehr als verzehnfacht. Auch ein traditionsreiches Unternehmen wie US Steel, das zwischen Anfang 2016 und Ende 2017 seinen Aktienkurs versechsfachte, wird von den Ratingagenturen lediglich mit „B+“ (spekulativ) bewertet.
Trotzdem kann es bei langfristigen Aktieninvestitionen sinnvoll sein, ergänzend zum langfristigen Aktienrating als zusätzliche Absicherung auch das aktuelle Unternehmensrating heranzuziehen. Denn das Unternehmensrating spiegelt unter anderem auch die Bilanzstärke eines Unternehmens wider, die sich in wirtschaftlich schwierigen Zeiten oder bei schwierigen Kreditbedingungen als kursrelevant erweisen kann.